# Real Cuerpo Aéreo
El Real Cuerpo Aéreo (en inglés: Royal Flying Corps, abreviado como RFC) era la fuerza aérea del Reino Unido durante, primordialmente, la Primera Guerra Mundial. El RFC era responsable de las operaciones sobre tierra, haciéndose cargo en aquella época de las operaciones sobre el mar el Real Servicio Aéreo Naval (RNAS).
Durante el principio de la guerra, la función del RFC era principalmente de apoyo para el Ejército Británico, cooperando con la artillería y realizando reconocimiento fotográfico. A medida que avanzó la guerra, el RFC gradualmente fue siendo utilizado en diferentes acciones, como el enfrentamiento aéreo con pilotos alemanes, el bombardeo de infantería y artillería alemana y, ya sobre el final de la guerra, el bombardeo estratégico de industrias y medios de transporte alemanes.

## Origen y creación
Viendo que la utilización de aeronaves tenía creciente potencial de reconocimiento y observación de artillería, el Comité Imperial de Defensa estableció un subcomité para meditar la creación de una rama militar aérea en noviembre de 1911. El siguiente febrero el subcomité dio a conocer sus resultados, los cuales recomendaban la creación de una rama aérea militar, una rama aérea naval, una escuela aérea central y la industria aeronáutica. Estas recomendaciones fueron aceptadas el 13 de abril de 1912 y el rey Jorge V firmó un documento real, constatando la creación del RFC.
El RFC inicialmente tenía 133 oficiales, hacia sus finales manejaba 12 globos y 36 aviones.
El RFC estaba en un principio bajo la responsabilidad del brigadier general Henderson, director de Entrenamiento Militar, y separó en dos ramas al Ejército y la Marina. El comandante Sykes lideró el ala militar, dejándole el ala naval al comandante C R Samson. Por otro lado, la marina tenía diferentes prioridades y deseaba tener mayor control sobre sus naves, separaron su rama aunque manteniendo mixta la escuela central de aviación.
El primer choque fatal del RFC fue el 5 de julio de 1912, cerca de Stonehenge, pero esa noche los vuelos siguieron con normalidad.

## Bases

### Gran Bretaña
- Larkhill 1912-1914
- RAF Halton 1914 (ahora base de entrenamiento)
- RAF Wyton 1916-1918
- RAF Waddington 1916-1918
- RAF Northolt 1915-1918
- RAF Marham 1916-1918
- RAF Shawbury 1917-1918
- RAF Lakenheath 1914-1918
- RAF Mona 1915-1918
- RAF Andover 1912-1918 (Ahora usada por el AAC)
- Bicester Airfield 1917-1918
- London Biggin Hill Airport 1917-1918
- London Southend Airport 1914-1918
- RAF Catterick 1914-1918
- RAF Doncaster 1916-1918
- RAF Elsham Wolds 1916-1918
- RAF Finningley 1915-1918
- RAF Hemswell 1916-1918
- RAF Hornchurch / Suttons Farm Airfield 1915-1918
- Hooton Park 1917-1918
- RAF Hemswell 1916-1918
- RAF Kenley 1917-1918
- RAF Manston 1915-1918
- North Weald Airfield 1916-1918
- RAF Molesworth 1917-1918
- RAF Upavon 1912-1918 - Ahora usada por el ejército británico, nombrado Líneas de Trenchard
- RAF Upper Heyford 1916-1918
- RAF Usworth 1916-1918
- RAF Yatesbury 1916-1918
- RAF Martlesham Heath 1917-1918
- Perton Airfield
- RAF Netheravon [1]

### Canadá
El Real Cuerpo Aéreo de Canadá fue establecido por el RFC en 1917 para entrenar pilotos en Canadá.
- Campo Borden 1917-1918
- Armour Heights Field 1917-1918 (entrenamiemto de pilotos, Escuela de Vuelo Especial para entrenar instructores)
- Leaside Aerodrome 1917-1918 (Escuela de Cooperación de Artillería)
- Long Branch Aerodrome 1917-1918
- Curtiss School of Aviation (Estación de hidroaviación en Hanlan's Point en la Isla de Toronto 1915.1918; escuela general y hangares en Long Branch)
- Trethewey Airfield , North Toronto
- Deseronto Airfield, Deseronto (entrenamiento de pilotos)
- Camp Mohawk and Camp Rathburn - ubicado en Tyendinaga Indian Reserve cerca a Belleville (entrenamiento de pilotos)
- Hamilton (Escuela de Armamento)
- Beamsville Camp (Pelea Aérea)
- Long Branch Aerodrome (Campo de entrenamiento de pilotos)

### Otros asentamientos
- St-Omers, Francia (cuarteles)
- Ismailia, Egipto (entrenamiento)
- Aboukir, Egipto(entrenamiento)
- Abu Sueir, Egipto (entrenamiento)
- El Ferdan, Egipto (entrenamiento)
- El Rimal, Egipto (entrenamiento)
- Camp Taliaferro, Texas, EE. UU. 1917-1918 (entrenamiento)

## Creación de la RAF
El 1 de abril de 1918 el RFC se fusiona al RNAS para crear la Real Fuerza Aérea (Royal Air Force, RAF). La RAF estaba bajo el control del nuevo ministro Aéreo. Luego de comenzar, en 1914 con 2073 personas, en 1919 la RAF contaba con 4000 aeronaves y 114 000 personas.